# Relevo de Santa Catarina

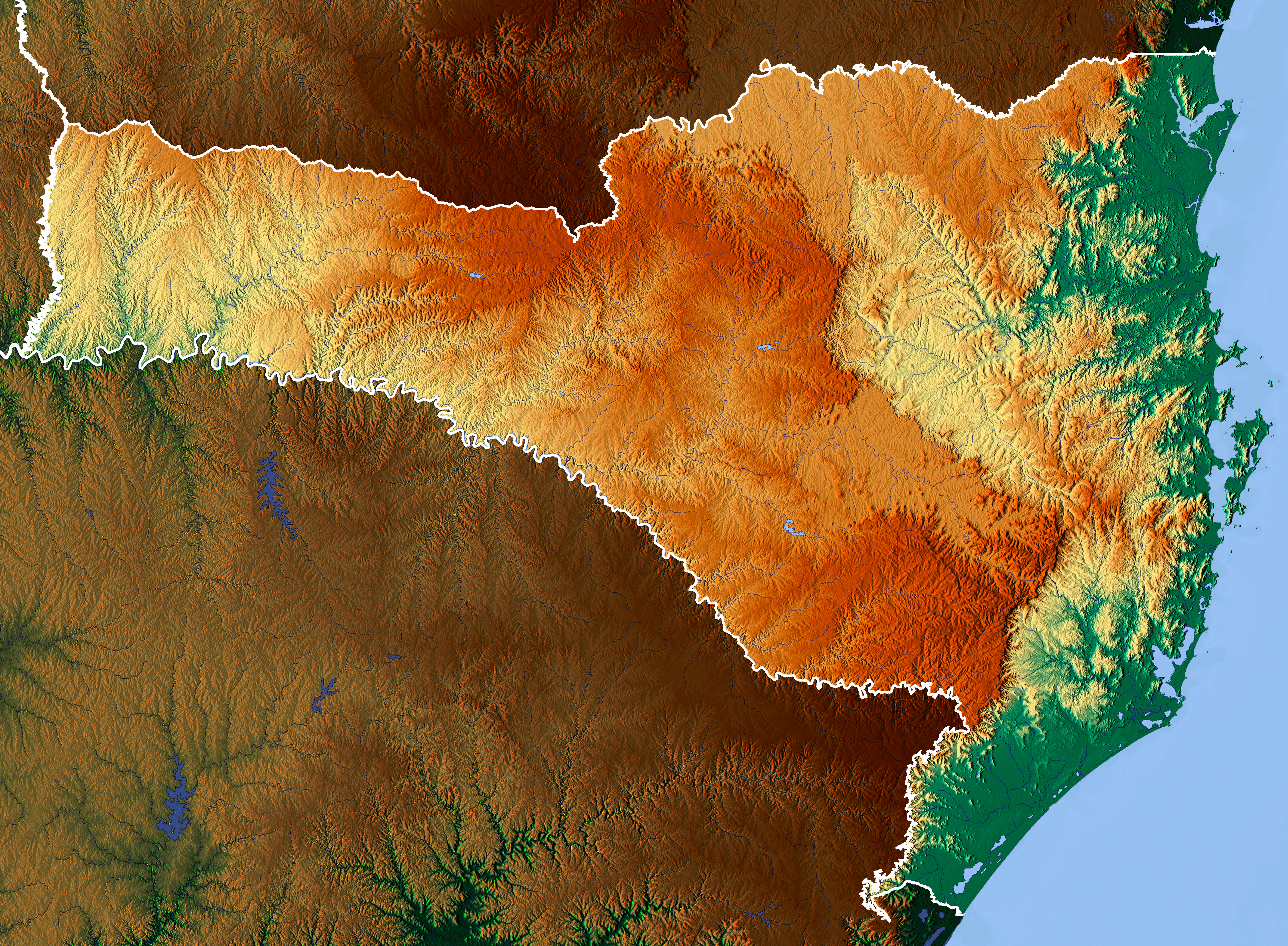
Mapa das unidades geomorfológicas de Santa Catarina.

Relevo de Santa Catarina é um domínio de estudos e conhecimentos sobre os aspectos geomorfológicos de Santa Catarina. Santa Catarina possui 77% de seu território além de 300 metros e 52% além de 600 metros. Destaca-se dentre as unidades federativas brasileiras de relevo mais alto. Quatro unidades geomorfológicas, que vão do litoral ao interior, formam o relevo estadual: baixada litorânea, Serra do Mar, planalto paleozoico e basáltico.
As menores altitudes estão na baixada litorânea, que engloba as terras localizadas aquém de 200 metros. Na parte norte, é bem larga, entrando sertão adentro, por meio dos vales dos rios que correm da serra do Mar. Enquanto isso, em direção ao sul, encurta-se gradativamente. A Serra do Mar ocupa a baixada litorânea na parte oeste. No norte do estado, compõe a borda montanhosa de um planalto razoavelmente médio. Possui traço muito diferente do que abriga em demais estados como Paraná e São Paulo. Em Santa Catarina, constitui uma faixa de montanhas, com pontos acima de mil metros. Esta é formada por um grupo de maciços isolados pelos vales profundos dos rios que descem para o oceano Atlântico.
Pela retaguarda da serra do Mar, prolonga-se o planalto paleozoico. Sua área aplainada está dividida em espaços separados pelos rios, que descem para leste. O planalto paleozoico diminui de altitude de norte a sul. Na porção sul do estado mistura-se com a planície litorânea, uma vez que a Serra do Mar não se prolonga até essa região de Santa Catarina.
O planalto basáltico compreende boa parte do território da unidade federativa. Constituído por sedimentos basálticos (derrames de lava), alternados com depósitos areníticos, tem como limite a leste uma borda montanhosa denominada de Serra Geral. No norte do estado, a borda do planalto basáltico está situada no sertão. Em direção ao sul, vai chegando progressivamente perto do litoral até que, na divisa com o Rio Grande do Sul, começa a descer diretamente sobre o mar. A área do planalto é razoavelmente média e curva-se levemente para oeste. Os rios, que descem em direção ao estado vizinho do Paraná, cavaram nele profundos vales.

## Visão geral
Em Santa Catarina existe grande inquietação no que diz respeito à questão da separação de ambas as vastas regiões do estado:
- a do Litoral e Encosta (região leste)
- a do Planalto (região oeste)

Ambas estas as regiões devem-se às situações da geomorfologia de Santa Catarina, marcada pela inesperada mudança relacionada das elevações. De norte a sul, os traçados montanhosos da Serra do Mar (arqueana) e da Serra Geral (cuja fachada está mais perto do Litoral, na parte meridional), constituem níveis bem característicos, partindo a geografia de Santa Catarina em duas.
No sul do estado, o divórcio é ainda mais percebido, porque a Serra Geral, a escarpa do Planalto Serrano, é apresentada com bastante desnível. Em grupo, estes traçados de separação determinam a mesma drenagem orientada das águas, para o Atlântico e para a bacia hidrográfica do Iguaçu.

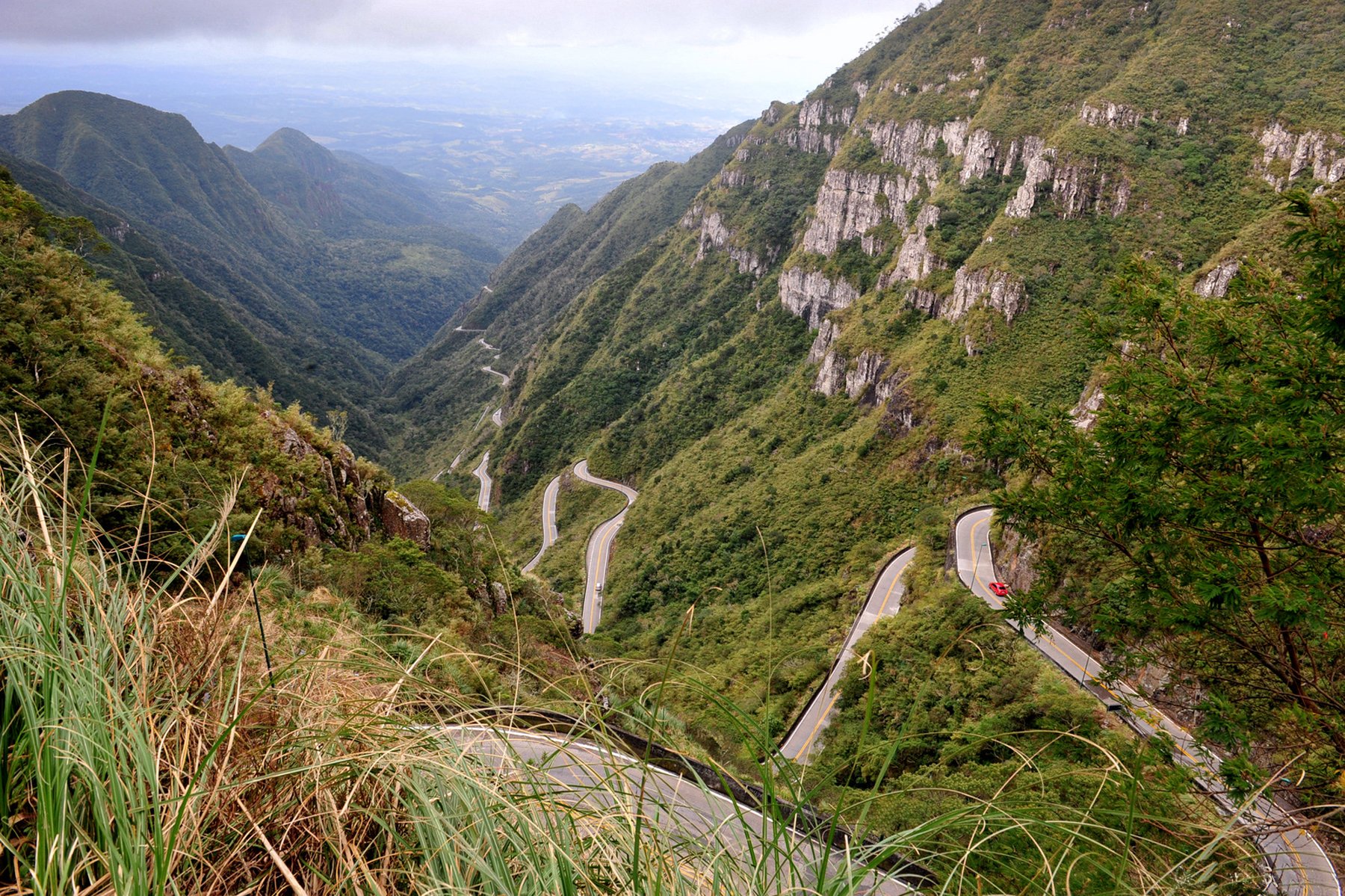
Serra do Rio do Rastro, a mais extensa cordilheira da região Sul do Brasil.

Até a construção de rodovias e ferrovias, as complicações que impedem que o Litoral e a Escarpa se articulem eram muito grandes. Porém, ainda atualmente, o problema é sentido por Santa Catarina, representando na já construída rodovia federal BR-282 a concretização de um sonho que acabará com o divórcio regional.
A constatação das ambas as regiões, no estado, não quer dizer que não existam acentuadas diferenciações das formas de relevo que ocorreram no âmbito local. É bem provável a diferença dentre as planícies litorâneas e as montanhas que tocam direto no mar.
As mesmas planícies litorâneas são também diferenciadas da área de ondulação do Planalto Ocidental. E, no dorso do Planalto Ocidental, a linha reta do horizonte bate muito com as formas de relevo dos vales entalhados em arenito e erupção pelos rios.
No Planalto, certos rios abriram as rochas com profundidade, constituindo encostas difíceis de subir, os quais são cânions de verdade, como o do rio Canoas. Diferenças mais amplas possivelmente são vistas dentre as altitudes das baixadas e dos tabuleiros costeiros com a grandiosa Escarpa da Serra Geral, na região sul do estado. A conhecida estrada da Serra do Rio do Rastro transpõe essa escarpa, sendo uma visão panorâmica de turismo ecológico.

## Litoral

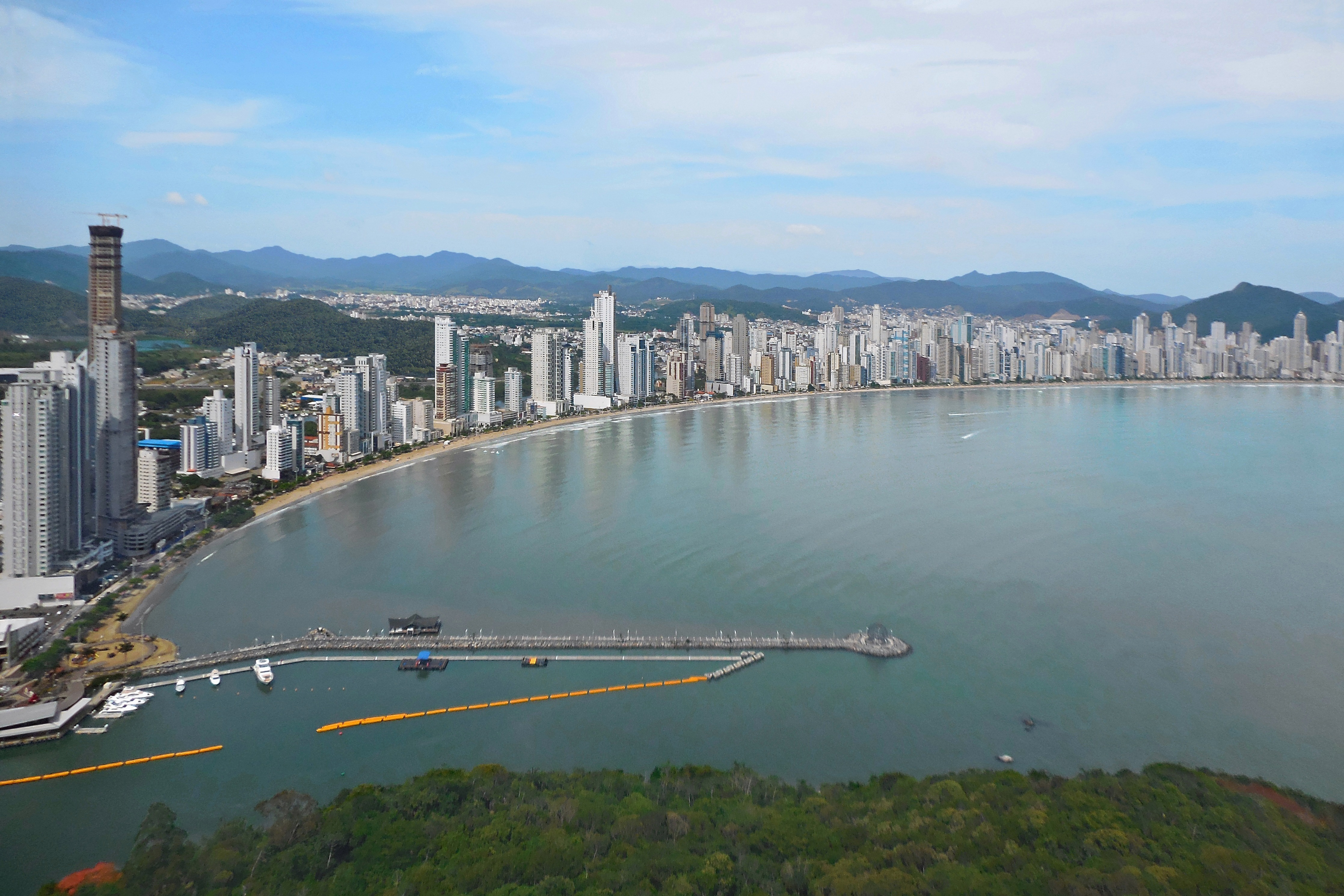
Balneário Camboriú como vista do Morro da Aguada.

O litoral de Santa Catarina é bem variado, e suas cenas muito impressionantes são assumidas com frequência por essa região. Por essa razão, possui grande futuro quanto ao turismo pelo qual, por sinal, já é encontrado, em certas concretizações, o rumo que se abre para o progresso.
Em sua acepção comum, a morfologia litorânea se caracteriza pelo processo "retificador" do traçado costeiro. Este fato se constata pela composição de balneários, pelas fechadas lagoas litorâneas, pelos fundos sedimentados das baías e enseadas.
No trecho sul, o traçado costeiro é bastante endireitado e reto, do que em comparação com o trecho central. A linha costeira é somente um cinturão litorâneo. Esse abrange, em resumo, uma região maior, cheia de montanhas e de terras baixas, às vezes maiores, como a do rio Tijucas, o delta do rio da Madre e do rio Tubarão, a planície e os tabuleiros litorâneos do vale do rio Araranguá.
A paisagem litorânea de Santa Catarina é uma área de ocupação bastante densa, bem cortada por rios que despejam para o mar muitos detritos, adubando as águas salgadas do oceano. Talvez, por essa razão, a maricultura seja uma atividade econômica muito próspera.
Certos terrenos acidentados da geomorfologia da costa são conhecidos pelo seu belo panorama: os balneários de Ubatuba e Enseada, no município de São Francisco do Sul, os balneários de Barra Velha e Piçarras, de Joinville até Itajaí, os balneários de Cabeçudas, Camboriú e Itapema, de Itajaí até Florianópolis. Constituem, atualmente, praias turisticamente muito movimentadas no verão.

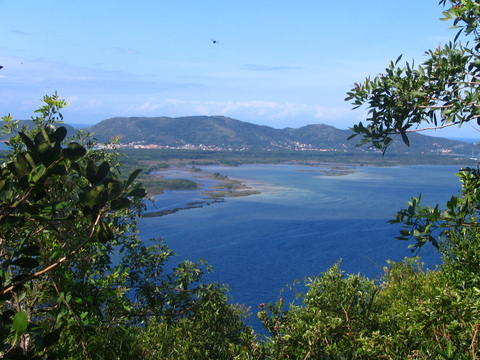
Lagoa da Conceição, na Ilha de Santa Catarina.

A Ilha de Santa Catarina, como diz o hino romanticamente nostálgico da capital estadual, Florianópolis, "um pedacinho de terra perdido no mar", na qual está localizada a cidade, passa a aumentar construções que recebem visitantes, especialmente na Lagoa da Conceição, de águas ainda salubres, batendo com a Lagoa do Peri, já com o sal eliminado.
No extremo meridional, muitas lagoas de costa, estruturas de dunas altas, a imensa lagoa espaçosa de Santo Antônio-Imaruí-Mirim e o desenho dos belos balneários são novos tipos de atrações turísticas.
Daí em frente, a região costeira mais reta apresenta lagoas litorâneas, como a dos Esteves, Caverá, Sombrio e, para terminar, o conhecido Morro dos Conventos. São uma estrutura de rochas sedimentares velhas, com blocos separados bem perto do oceano, com uma escarpa difícil de subir. E, na divisa com o Rio Grande do Sul, o litoral bate com uma segunda escarpa de bloco separado, mas da Serra Geral: Torres. Porém, ali, inicia-se uma segunda terra, a terra gaúcha.

## Encostas da serra do Mar

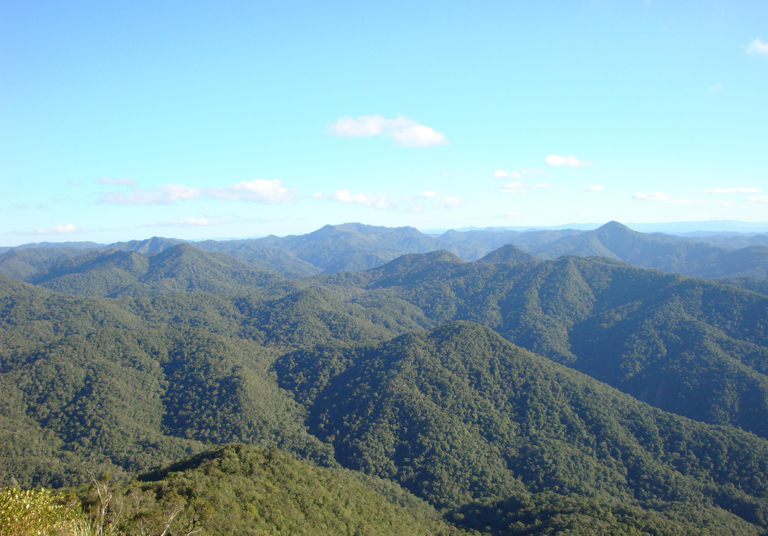
Parque Nacional da Serra do Itajaí.

Não vai ser simples explicar o que são as "encostas". Como "região" é uma porção do Litoral. Porém, a palavra, encostas, denomina uma forma generalista de superfície a qual descamba entre um lugar e um nível baixo.
Geralmente, a zona das encostas equivale às áreas declivadas ou difíceis de subir as quais são significativas do Planalto às baixadas litorâneas, ou dessas às montanhas também do Litoral. No entanto, se diz, muito, e com acerto, nas "encostas" dos rios do Planalto, que constituem as superfícies declivadas, e, ocasionalmente, bem difíceis de subir, os quais são orientados à calha dos rios.
É bem comum a apresentação de aspectos da mesma forma distintas da área do dorso do Planalto por este cinturão de declive de áreas, em características como tipos de solos para a agricultura e de cobertura vegetal orgânica.

## Planalto

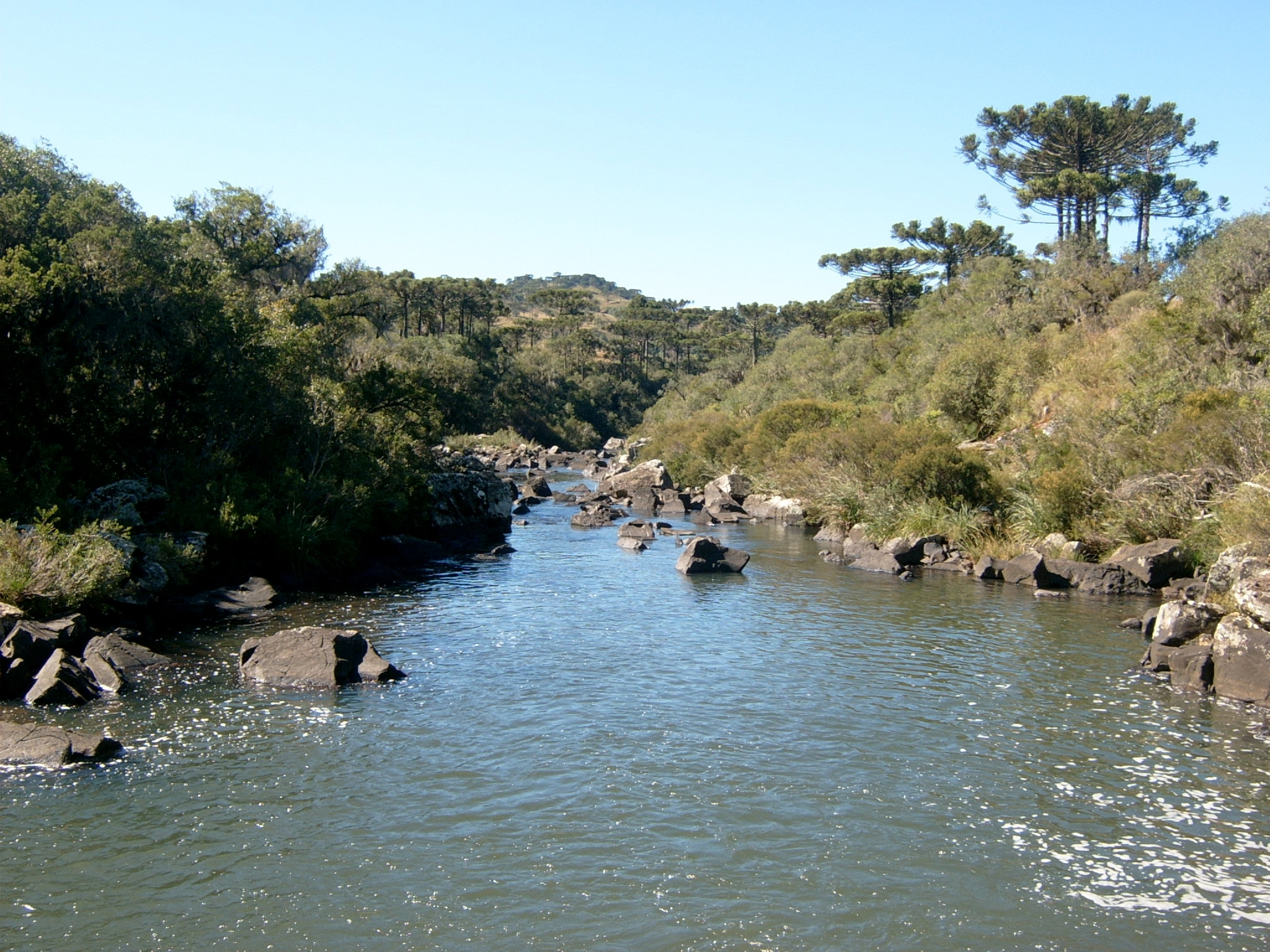
Fotografia feita no Rio das Pedras na zona rural de Painel, com paisagem característica do planalto serrano, floresta nativa e araucárias.

Os aspectos morfológicos de maior movimento do Litoral e da Encosta batem com a maior parte da morfologia mais branda da área do Planalto. É bastante provável que muitos cursos d'água são esparramados em cima do Planalto, entalham-no, constituem vales de encostas, não continuamente brandos, rompendo, portanto, a característica paralela da área. E é também óbvia a interrupção desse importante paralelismo pelas regiões mais altas, com fachadas de "serras" como a do Mirador, a da Taquara, a da Faxinal.
É, ainda, sem dúvida, o abalo da formação paralela e rapidamente declivada dos revestimentos de pedras por fatos que vêm de dentro em regiões do Planalto, cavando os depósitos encontrados em baixo das coberturas de erupção. Na região de Lages, exemplificando, foi constituído um fenômeno chamado de "domo", que resulta de fortes pressões que vêm de dentro pelas quais foram reerguidas e contorcidas as rochas que ficam mais no lado de fora.
A erosão já acabou muito com essa formação de "domo", possivelmente, no entanto, será visto tudo o que "restou" de blocos de rochas sedimentares contrastantes com o relacionado paralelismo da área. E, é relevante ressaltar que o Planalto é geralmente inclinado para oeste e para o sul. Totalmente essas características favorecem o não grande paralelismo do Planalto, mas ele é bem diferente em relação com as formas de relevo que predominam no Litoral e na Encosta.